# Homogyna bartschi
Homogyna bartschi is een vlinder uit de familie wespvlinders (Sesiidae), onderfamilie Sesiinae.
Homogyna bartschi is voor het eerst wetenschappelijk beschreven door de Freina in 2011. De soort komt voor in het Afrotropisch gebied.